# درشتدت
درشتدت (به آلمانی: Drestedt) یک شهر در آلمان است که در Hollenstedt واقع شده‌است. درشتدت ۷۸۹ نفر جمعیت دارد.